# Pórtico del Eco

Plano del santuario de Olimpia. El Pórtico del Eco estaba en el n.º 11.

El Pórtico del Eco (en griego antiguo: Στοὰ τῆς Ἠχοῦς, romanizado: Stoa tēs Ēkhūs) fue una estoa del Santuario de Olimpia. Fue construido hacia el año 350 a. C., en la zona este del Altis. Delimitaba el recinto oriental del santuario.
El Estadio, al dejar de ser un lugar de culto más, se trasladó fuera del área sagrada del Altis. Quedó una zona vacía entre el talud este del nuevo Estadio y los límites del recinto sagrado hasta donde llegaban los escombros del nuevo graderío. Para embellecer la zona y dar contención a las tierras se construyó el Pórtico del Eco.
Una serie de detalles técnicos y artísticos sugieren que fue construido en la misma época que el Filipeo. Con ambos edificios se embelleció el Altis, y de esta manera Filipo II de Macedonia quiso congraciarse con los griegos después de la batalla de Queronea.
Sus dimensiones eran 96,50 m de longitud y 12,50 m de fondo. La fachada abierta que daba al Altis se componía de 44 columnas dóricas. Una segunda columnata interior de estilo jónico, sostenía el techo abovedado. La extremidad del edificio lo componía un espacio de la misma longitud total de la edificación, estrecho y dividido en varios compartimentos que probablemente sirvieron para depósito y almacén de material deportivo. La pared posterior servía de muro delimitador y contenedor del graderío-terraplén oeste del Estadio.

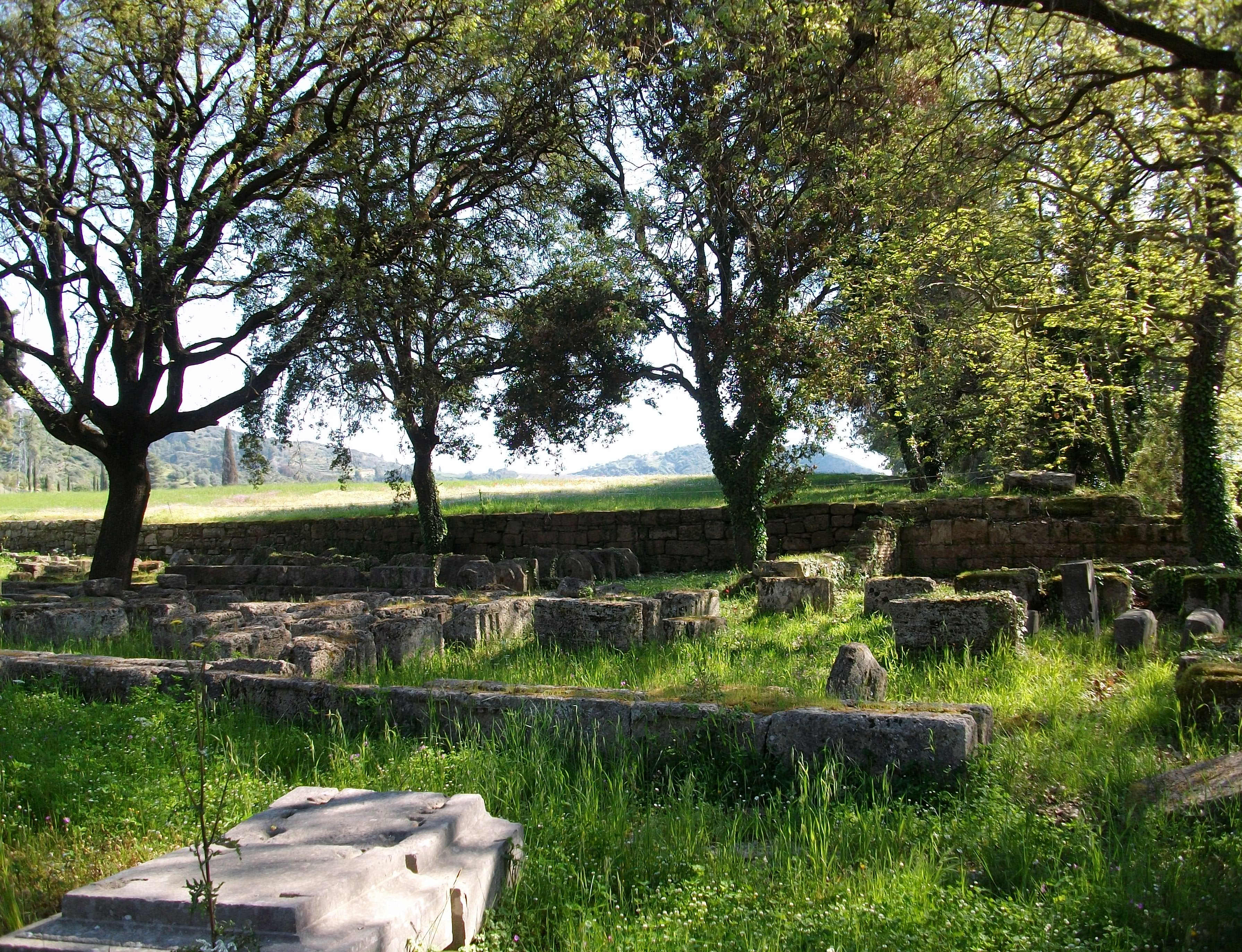
Restos del Pórtico del Eco.

Enfrente de la fachada que daba al Altis, se elevaban numerosas figuras de exvotos y estatuas, algunos de cuyos basamentos aún son apreciables.
Según Pausanias, al edificio se le llamó también Pecile porque antiguamente sus muros estaban decorados con pinturas. Añade, que también se le llamaba Pórtico del Eco, debido a que por la sonoridad de su recinto, el sonido de un grito se repetía siete veces o incluso más por el eco. También se llamó Eptáfono.
Bajo el mandato del emperador romano Adriano se realizaron diversas reformas y reparaciones en el edificio del que apenas quedó rastro después de ser desmantelado en el año 267, para utilizar sus materiales en la construcción del muro defensivo contra la invasión de los hérulos.